# Dan Hedaya
Dan Hedaya (Brooklyn, 1940. július 24. –) amerikai színpadi és filmszínész.
Leginkább mellékszereplőként tűnik fel a mozivásznon, gyakran alakítva gonosztevőket.

## Élete és pályafutása
Brooklynban, New Yorkban született, szír származású szefárd zsidó családban, édesapja a szíriai Aleppóból származik. Hedaya a Tufts University-n szerzett BA diplomát irodalomból (és ebben az intézményben kóstolt bele először a színészetbe), ezután középiskolai tanárként helyezkedett el, mellette folytatta a színészet tanulását. Hét év után otthagyta a tanítást, első szerepét a Ryan's Hope című sorozatban kapta, filmes debütálása a The Passover Plot című 1976-os drámában volt (előtte egy 1970-es filmben csupán statisztaként volt látható). Az 1970-es évek végén és az 1980-as évek elején Off Broadway darabokban szerepelt, illetve vendégszerepelt olyan televíziós sorozatokban, mint a Kojak (1976), a CHIPs (1982) és az Egy kórház magánélete (1984). Visszatérő szerepeket vállalt a Hill Street Blues (1981–1984), a Miami Vice (1984–1986), a Családi kötelékek (1982–1989) és az L.A. Law (1988–1990) című sorozatokban.
1980-ban Los Angelesbe költözött, ahol szerepet kapott a Hill Street Blues című bűnügyi drámasorozatban. Ezután a Cheers című szitkomban tűnt fel, mint a főszereplő Carla Tortelli exférje. A sorozat rövid életű spin-offjában, a The Tortellisben szintén szerepelt. 1984-ben a Coen testvérek első rendezésében, a Véresen egyszerű című filmben Julian Marty szerepét kapta meg. Az 1985-ös Kommandó című akciófilmben Arnold Schwarzenegger ellenlábasának, a diktátor Ariusnak a szerepében látható, az 1986-os Nagyokosokban olasz maffiafőnököt alakított, az 1990-es Joe és a vulkán című romantikus vígjátékban pedig Tom Hanks főnökét formálta meg.
Az 1990-es évek során feltűnt az Addams Family – A galád család (1991), a Maverick (1994), a Spinédzserek (1995), az Oscar-díjas Közönséges bűnözők (1995) című filmekben, valamint a Nixon (1995) című életrajzi drámában (érdekesség, hogy a későbbi, Fruska Gate című 1999-es filmben ő alakítja Richard Nixon egykori amerikai elnököt). Az évtized végén fontosabb filmjei közé tartozik az Alien 4. – Feltámad a Halál (1997), a Diszkópatkányok (1998) és a Hurrikán (1999). 1993-ban a New York rendőrei című krimisorozatban nyújtott alakítását Emmy-jelöléssel jutalmazták (legjobb férfi vendégszereplő drámai tévésorozatban-kategóriában), 1997 és 2005 között a Vészhelyzet című sorozatban vendégszerepelt.
2000-ben a Shaft, 2001-ben a Mulholland Drive – A sötétség útja című filmben szerepelt. A 2005-ös Robotok című animációs vígjátékban a hangját kölcsönözte. A filmes szerepek mellett folytatta a televíziós munkát is: 2006-ban a Monk – A flúgos nyomozóban a címszereplő elveszettnek hitt apját alakította, 2011-ben a HBO Válság a Wall Streeten című tévéfilmjében tűnt fel.

## Filmográfia

### Film
| Év   | Magyar cím                                              | Eredeti cím                                                | Szerep                  | Magyar hang                   |
| ---- | ------------------------------------------------------- | ---------------------------------------------------------- | ----------------------- | ----------------------------- |
| 1970 |                                                         | Myra Breckinridge                                          | páciens                 |                               |
| 1976 |                                                         | The Passover Plot                                          | Yaocov                  |                               |
| 1979 | Joe Tynan megkísértése                                  | The Seduction of Joe Tynan                                 | Alex Heller             |                               |
| 1980 |                                                         | Night of the Juggler                                       | Otis Barnes őrmester    |                               |
| 1981 | Gyónás gyilkosság után                                  | True Confessions                                           | Howard Terkel           | Incze József                  |
| 1982 | Élet kifulladásig                                       | I'm Dancing as Fast as I Can                               | Klein doktor            |                               |
| 1982 |                                                         | Endangered Species                                         | Peck                    |                               |
| 1983 | Az éhség                                                | The Hunger                                                 | Allegrezza főhadnagy    | Orosz István                  |
| 1984 | Mindenütt jó, de legjobb máshol                         | Reckless                                                   | Peter Daniels           |                               |
| 1984 | Nyomul a nyolcadik dimenzió                             | The Adventures of Buckaroo Banzai Across the 8th Dimension | John Gomez              |                               |
| 1984 | Kötéltánc                                               | Tightrope                                                  | Molinari nyomozó        | Csankó Zoltán (1-2. szinkron) |
| 1984 | Kötéltánc                                               | Tightrope                                                  | Molinari nyomozó        | Tarján Péter                  |
| 1984 | Véresen egyszerű                                        | Blood Simple                                               | Julian Marty            | Szokolay Ottó                 |
| 1984 | Véresen egyszerű                                        | Blood Simple                                               | Julian Marty            | Varga T. József               |
| 1984 | Véresen egyszerű                                        | Blood Simple                                               | Julian Marty            | Csuja Imre                    |
| 1985 | Kommandó                                                | Commando                                                   | Arius                   | Trokán Péter                  |
| 1985 | Kommandó                                                | Commando                                                   | Arius                   | Rosta Sándor                  |
| 1986 | Nagyokosok                                              | Wise Guys                                                  | Anthony Castelo         | Orosz István                  |
| 1986 | Rémült rohanás                                          | Running Scared                                             | Logan kapitány          | Koroknay Géza                 |
| 1986 | Rémült rohanás                                          | Running Scared                                             | Logan kapitány          | Végvári Tamás                 |
| 1986 | Rémült rohanás                                          | Running Scared                                             | Logan kapitány          | Bolla Róbert                  |
| 1990 | Joe és a vulkán                                         | Joe Versus the Volcano                                     | Mr. Frank Waturi        | Zana József                   |
| 1990 | Joe és a vulkán                                         | Joe Versus the Volcano                                     | Mr. Frank Waturi        | Várkonyi András               |
| 1990 | Csendes terror                                          | Pacific Heights                                            | hivatalnok              |                               |
| 1990 | Júlia néni és a tollnok – avagy mindennap új folytatás! | Tune in Tomorrow...                                        | Robert Quince           | Barbinek Péter                |
| 1991 | Addams Family – A galád család                          | The Addams Family                                          | Tully Alford            | Szersén Gyula                 |
| 1991 |                                                         | Doubles                                                    | Lenny Bruce             |                               |
| 1993 | Forráspont                                              | Boiling Point                                              | Brady                   | Varga Tamás                   |
| 1993 | Benny és Joon                                           | Benny & Joon                                               | Thomas                  | Cs. Németh Lajos              |
| 1993 | Az év újonca                                            | Rookie of the Year                                         | Larry 'Fish' Fisher     | Csankó Zoltán                 |
| 1993 | A bajnok                                                | Searching for Bobby Fischer                                | versenyigazgató         | Cs. Németh Lajos              |
| 1993 | Szenzációs recepciós                                    | For Love or Money                                          | Gene Salvatore          | Beregi Péter                  |
| 1993 | Mr. Wonderful                                           | Mr. Wonderful                                              | Harvey                  | Németh Gábor                  |
| 1993 | Mr. Wonderful                                           | Mr. Wonderful                                              | Harvey                  | Makay Sándor                  |
| 1994 | Maverick                                                | Maverick                                                   | Twitchy                 |                               |
| 1995 | Közönséges bűnözők                                      | The Usual Suspects                                         | Jeff Rabin              | Cs. Németh Lajos              |
| 1995 | Kutass és rombolj                                       | Search and Destroy                                         | szabó                   | nem szólal meg                |
| 1995 | Majd' megdöglik érte                                    | To Die For                                                 | Joe Maretto             | Kristóf Tibor                 |
| 1995 | Spinédzserek                                            | Clueless                                                   | Mel Horowitz            | Szersén Gyula                 |
| 1995 | Tiszta játszma                                          | Fair Game                                                  | Walter Hollenbach       | Cs. Németh Lajos              |
| 1995 | Nixon                                                   | Nixon                                                      | Trini Cardoza           | Botár Endre                   |
| 1996 | Pokolsztráda                                            | Freeway                                                    | Garrett Wallace nyomozó | Áron László                   |
| 1996 | Elvált nők klubja                                       | The First Wives Club                                       | Morton Cushman          | Áron László                   |
| 1996 | Váltságdíj                                              | Ransom                                                     | Jackie Brown            | Orosz István                  |
| 1996 | Daylight – Alagút a halálba                             | Daylight                                                   | Frank Kraft             | Varga T. József               |
| 1996 | Marvin szobája                                          | Marvin's Room                                              | Bob                     |                               |
| 1997 | A boldogító nem                                         | In & Out                                                   | katonai ügyész          | Bácskai János                 |
| 1997 | Az élet sója                                            | A Life Less Ordinary                                       | Gabriel                 | Végvári Tamás                 |
| 1997 | Alien 4. – Feltámad a Halál                             | Alien: Resurrection                                        | Martin Perez tábornok   | Várkonyi András               |
| 1998 | Diszkópatkányok                                         | A Night at the Roxbury                                     | Kamehl Butabi           | Cs. Németh Lajos              |
| 1998 | Zavaros vizeken                                         | A Civil Action                                             | John Riley              | Végh Ferenc                   |
| 1999 | Fruska Gate                                             | Dick                                                       | Richard Nixon elnök     | Szersén Gyula                 |
| 1999 | Hurrikán                                                | The Hurricane                                              | Della Pesca nyomozó     | Orosz István                  |
| 2000 | Shaft                                                   | Shaft                                                      | Jack Roselli            | Gruber Hugó                   |
| 2000 | Kereszttaták                                            | The Crew                                                   | Mike 'Tompa' Donatelli  | Szokolay Ottó                 |
| 2001 | Gyilkos felvonó                                         | Down                                                       | McBain hadnagy          | Forgács Gábor                 |
| 2001 | Mulholland Drive – A sötétség útja                      | Mulholland Dr.                                             | Vincenzo Castigliane    | Garai Róbert                  |
| 2001 | Mulholland Drive – A sötétség útja                      | Mulholland Dr.                                             | Vincenzo Castigliane    | Petridisz Hrisztosz           |
| 2002 | Ördögi összeesküvés                                     | Quicksand                                                  | Stewart tábornok        |                               |
| 2002 | Fullasztó ölelés                                        | Swimfan                                                    | Simkins edző            |                               |
| 2002 | A nagy csúsztatás                                       | New Suit                                                   | Muster Hansau           |                               |
| 2003 |                                                         | American Cousins                                           | Settimo                 |                               |
| 2005 | Öregdiák nem vén diák                                   | Strangers with Candy                                       | Guy Blank               | Várday Zoltán                 |
| 2005 | Robotok                                                 | Robots                                                     | Mr. Gunk (hangja)       | Albert Péter                  |
| 2006 |                                                         | Mr. Gibb                                                   | Gabe                    |                               |
| 2010 | Pótpasi                                                 | The Extra Man                                              | Aresh                   | Rosta Sándor                  |
| 2010 |                                                         | Love (rövidfilm)                                           | Danny                   |                               |
| 2012 |                                                         | Crackers (rövidfilm)                                       | Jack                    |                               |
| 2012 |                                                         | The Normals                                                | Ragnar                  |                               |
| 2013 |                                                         | Clutter                                                    | Walter Bickford         |                               |
| 2014 | Az utolsó felvonás                                      | The Humbling                                               | Asa                     | Kertész Péter                 |
| 2016 | Legendás állatok és megfigyelésük                       | Fantastic Beasts and Where to Find Them                    | Red                     | Kossuth Gábor                 |
| 2018 |                                                         | The Big Take                                               | Frank Manascalpo        |                               |
| 2020 |                                                         | Funny Face                                                 | Benj                    |                               |
| 2021 |                                                         | Slapface                                                   | John Thurston seriff    |                               |
| 2021 |                                                         | The God Committee                                          | Granger                 |                               |

### Televízió

#### Tévéfilm
| Év   | Magyar cím                   | Eredeti cím                | Szerep              | Magyar hang     |
| ---- | ---------------------------- | -------------------------- | ------------------- | --------------- |
| 1977 |                              | The Prince of Central Park | hotdog árus         |                 |
| 1978 |                              | The Last Tenant            | Gabe                |                 |
| 1980 |                              | Death Penalty              | Ralph Corso nyomozó |                 |
| 1984 |                              | The Dollmaker              | Skyros              |                 |
| 1986 |                              | Slow Burn                  | Simon Fleischer     |                 |
| 1986 | Kurázsi                      | Courage                    | John Fosh           |                 |
| 1986 |                              | That Secret Sunday         | Bates százados      |                 |
| 1986 |                              | A Smoky Mountain Christmas | Harry               |                 |
| 1989 |                              | Double Your Pleasure       | John                |                 |
| 1991 | A lányomat akarom            | The Whereabouts of Jenny   | Vinnie              | Balázsi Gyula   |
| 1992 | Pápaszem                     | Four Eyes and Six-Guns     | Lester Doom         | Rosta Sándor    |
| 1993 |                              | Based on an Untrue Story   | Caprawolski         |                 |
| 1994 | Újabb éjszakai rohanás       | Another Midnight Run       | Eddie Moscone       | Hollósi Frigyes |
| 1994 | Még egyszer éjszakai rohanás | Midnight Runaround         | Eddie Moscone       | Gruber Hugó     |
| 1994 | Utolsó éjszakai rohanás      | Midnight Run for Your Life | Eddie Moscone       | Dózsa László    |
| 1994 |                              | Because Mommy Works        | bíró                |                 |
| 1997 | A második polgárháború       | The Second Civil War       | Mel Burgess         | Beregi Péter    |
| 1997 |                              | The Garden Of Redemption   | Zito százados       |                 |
| 1999 | A csend börtönében           | Locked in Silence          | Dr. Rosenstock      |                 |
| 2005 | Pizzarománc                  | Pizza My Heart             | Vinnie Montebello   | Orosz István    |
| 2011 | Válság a Wall Streeten       | Too Big to Fail            | Barney Frank        |                 |

#### Sorozat
| Év        | Magyar cím                              | Eredeti cím                        | Szerep                                  | Megjegyzések                                             |
| --------- | --------------------------------------- | ---------------------------------- | --------------------------------------- | -------------------------------------------------------- |
| 1975      |                                         | Ryan's Hope                        | Herbie Towers                           | 10 epizód                                                |
| 1976      | Kojak                                   | Kojak                              | Dan Hudson                              | 1 epizód                                                 |
| 1977      |                                         | The Andros Targets                 | Prager                                  | 1 epizód                                                 |
| 1979      |                                         | Paris                              | Gil Davis                               | 1 epizód                                                 |
| 1981–1984 | Zsarublues                              | Hill Street Blues                  | Ralph Macafee / csavargó                | 5 epizód                                                 |
| 1982      |                                         | CHiPs                              | Herzog                                  | 1 epizód                                                 |
| 1982      |                                         | Report to Murphy                   | ismeretlen szerep                       | 1 epizód                                                 |
| 1984      | Egy kórház magánélete                   | St. Elsewhere                      | Joseph Keuhnelian                       | 3 epizód                                                 |
| 1984      |                                         | Hot Pursuit                        | ismeretlen szerep                       | 1 epizód                                                 |
| 1984–1986 | Miami Vice                              | Miami Vice                         | Ben Schroeder                           | - 1 epizód - magyar hangja: - Láng József - Tarján Péter |
| 1984–1986 | Miami Vice                              | Miami Vice                         | Reuben Reydolfo                         | - 1 epizód - magyar hangja: - Wohlmuth István            |
| 1984–1993 | Cheers                                  | Cheers                             | Nick Tortelli                           | 6 epizód                                                 |
| 1985      | Alkonyzóna                              | The Twilight Zone                  | Nick                                    | 1 epizód (több szegmens)                                 |
| 1986      |                                         | The Equalizer                      | Frank Donahue                           | 1 epizód                                                 |
| 1987      |                                         | The Tortellis                      | Nick Tortelli                           | 13 epizód                                                |
| 1987–1988 |                                         | Mama's Boy                         | Mickey                                  | 4 epizód                                                 |
| 1988–1989 | Családi kötelékek                       | Family Ties                        | Joe Moore                               | 2 epizód                                                 |
| 1988–1990 |                                         | L.A. Law                           | Michael Roitman                         | 3 epizód                                                 |
| 1989      | Ki a főnök?                             | Who's the Boss?                    | Ralph                                   | 1 epizód                                                 |
| 1989      |                                         | One of the Boys                    | Ernie                                   | 6 epizód                                                 |
| 1990–1991 |                                         | Equal Justice                      | Al Perry nyomozó                        | 2 epizód                                                 |
| 1991      |                                         | Veronica Clare                     | Louis Benato                            | 2 epizód                                                 |
| 1993      |                                         | Flying Blind                       | alkalmazott                             | 1 epizód                                                 |
| 1993      | New York rendőrei                       | NYPD Blue                          | Lou, a farkasember                      | 1 epizód                                                 |
| 1993–1995 | Bukott angyalok                         | Fallen Angels                      | Copernik nyomozó                        | - 1 epizód - magyar hangja: - Beregi Péter               |
| 1993–1995 | Bukott angyalok                         | Fallen Angels                      | Auger / Johnny Ralls / Calender hadnagy | 3 epizód                                                 |
| 1993–1997 | Esküdt ellenségek                       | Law & Order                        | Leslie Drake / Brian Torelli hadnagy    | 2 epizód                                                 |
| 1995      |                                         | Picture Windows                    | Carl                                    | 1 epizód                                                 |
| 1996      |                                         | The Home Court                     | Walter Ragsdale bíró                    | 2 epizód                                                 |
| 1997      | Gyilkos utcák                           | Homicide: Life on the Street       | Leslie Drake                            | 1 epizód                                                 |
| 1997–2005 | Vészhelyzet                             | ER                                 | Herb Spivak                             | 4 epizód                                                 |
| 2000      |                                         | The Street                         | Randy Hoder                             | 1 epizód                                                 |
| 2000      | Amynek ítélve                           | Judging Amy                        | Tarnower nyomozó                        | 1 epizód                                                 |
| 2000–2003 | Igen, drágám!                           | Yes, Dear                          | Don Ludke                               | 6 epizód                                                 |
| 2003      |                                         | Lucky                              | Joey Legs                               | 3 epizód                                                 |
| 2006      | Nem szentírás                           | The Book of Daniel                 | Frank atya                              | 4 epizód                                                 |
| 2006      | Monk – A flúgos nyomozó                 | Monk                               | Jack Monk                               | 1 epizód                                                 |
| 2008      | Rúzs és New York                        | Lipstick Jungle                    | Dimitri Pappademos                      | 1 epizód                                                 |
| 2011      | A célszemély                            | Person of Interest                 | Bernie Sullivan                         | 1 epizód                                                 |
| 2013      | Mintazsaru                              | Golden Boy                         | Francis Diaco                           | 1 epizód                                                 |
| 2014      | Gotham                                  | Gotham                             | Dix nyomozó                             | 1 epizód                                                 |
| 2014–2015 |                                         | The Mindy Project                  | Alan Castellano                         | 2 epizód                                                 |
| 2015      | John Oliver-show az elmúlt hét híreiről | Last Week Tonight with John Oliver | különleges szegmens színész             | 1 epizód                                                 |
| 2015–2019 | Zsaruvér                                | Blue Bloods                        | Vincent Rella                           | 3 epizód                                                 |
| 2016      |                                         | Odd Mom Out                        | Jill apja                               | 1 epizód                                                 |

## Fordítás
- Ez a szócikk részben vagy egészben  a   Dan Hedaya című angol Wikipédia-szócikk ezen változatának fordításán alapul.  Az eredeti cikk szerkesztőit annak laptörténete sorolja fel. Ez a jelzés csupán a megfogalmazás eredetét és a szerzői jogokat jelzi, nem szolgál a cikkben szereplő információk forrásmegjelöléseként.